# Békepartnerség
| A NATO európai tagországai 1994-ben NATO-tagországok, melyek korábban tagjai voltak | Tagállamok Tagságra törekvő országok |

A NATO európai tagországai 1994-ben
NATO-tagországok, melyek korábban tagjai voltak
Tagállamok
Tagságra törekvő országok

A Békepartnerség (angolul: Partnership for Peace, PfP) a NATO és a vele partneri viszonyt kialakító államok együttműködési programja. Résztvevői a NATO és az egykori Varsói Szerződés tagállamai. A szervezetet 1994-ben saját kezdeményezésére a NATO és 23 más állam hozta létre. A NATO e program keretei között kívánta az együttműködést a később taggá váló országokkal, illetve így kívánt egyfajta együttműködést kiépíteni a semlegességüket deklaráló államokkal, illetve a NATO-tagságra középtávon aspiráló országokkal. A partnerség tagállamai jelenleg a NATO-n kívüli európai országok, illetve a Szovjetunió közép-ázsiai utódállamai. A korábbi tagállamok egy része a Varsói Szerződés felbomlása után a NATO tagállamai lettek.
A partnerség keretein belül békefenntartó, katasztrófa-elhárító gyakorlatok, illetve az országok közötti kapcsolattartást és bizalomerősítést szolgáló programok zajlanak.

## Jelenlegi tagállamok
- Ausztria – 1995. február 10. óta
- Azerbajdzsán – 1994. május 4. óta
- Bosznia-Hercegovina – 2006. december 14. óta
- Fehéroroszország – 1995. január 11. óta
- Grúzia – 1994. március 23. óta
- Írország – 1999. december 1. óta
- Kazahsztán – 1994. május 27. óta
- Kirgizisztán – 1994. június 1. óta
- Moldova – 1994. március 16. óta
- Málta – 1995. április 26. és 2005 októbere között,[1] illetve 2008. április 20 óta.
- Oroszország – 1994. június 22. óta
- Örményország – 1994. október 5. óta
- Svájc – 1996. december 11. óta
- Szerbia – 2006. december 14. óta
- Tádzsikisztán – 2002. február 20. óta
- Türkmenisztán – 1994. május 10. óta
- Ukrajna – 1994. február 8. óta
- Üzbegisztán – 1994. július 13. óta

## A NATO-ba belépett egykori partnerállamok
- Albánia – 1994. február 23. és 2009. április 1. között
- Bulgária – 1994. február 14. és 2004. március 29. között
- Csehország – 1994. március 10. és 1999. március 12. között
- Észak-Macedónia - 1995. november 15. és 2020. március 27. között
- Észtország – 1994. február 3. és 2004. március 29. között
- Finnország – 1994. május 9. és 2023. április 4. között
- Horvátország – 2000. május 25. és 2009. április 1. között
- Lengyelország – 1994. február 2. és 1999. március 12. között
- Lettország – 1994. január 27. és 2004. március 29. között
- Litvánia – 1994. január 27. és 2004. március 29. között
- Magyarország – 1994. február 8. és 1999. március 12. között
- Montenegró – 2006. december 14. és 2017. június 5. között
- Románia – 1994. január 26. és 2004. március 29. között
- Svédország – 1994. május 9. és 2024. március 7. között
- Szlovákia – 1994. február 9. és 2004. március 29. között
- Szlovénia – 1994. március 30. és 2004. március 29. között